# Grönköping
Grönköping är en ironisk-humoristisk spegel av den svenska småstaden, och i förlängningen det svenska samhället, använd första gången  vid en teckning av Albert Engström i Söndags-Nisse 30 juni 1895, möjligen med Hugo Valentins medverkan vad gäller namnet, från 1902 fiktiv utgivningsort för Söndags-Nisses bilaga Grönköpings Veckoblad, numer en fristående tidning. Orten syns även i filmen Grönköpings veckorevy.
”Grönköping” blev snart ett klandrande uttryck i svenskan, som är belagt i Dagens Nyheter från 1897, och i Svenska Dagbladet från 1898.
Orten är enligt uppgifter i veckobladet belägen mellan Hjo och Skövde. Orten sägs vara grundad av kung Erik läspe och halte, som står staty på torget
 och som även givit namn åt bland annat stadens enda[källa behövs] skola: Läspeskolan. Liknande äldre namn på fiktiva småstäder är Kråkvinkel, Kälkestad (där invånarna kallas kälkborgare), Skråköping och Wadköping.
Av stadens innevånare har vissa gjort sig kända även utanför den direkta läskretsen, som t.ex. pekoralisten Alfred Vestlund samt bråkmakaren Emil Ruda ("gossen Ruda"). I tidningen publiceras även kända dikter översatta till transpiranto, ett blandspråk mellan bland annat svenska, engelska, tyska och franska.